# Padilla del Ducado
Padilla del Ducado es una localidad española del municipio de Anguita, perteneciente a la provincia de Guadalajara, en la comunidad autónoma de Castilla-La Mancha.

## Toponimia
Padilla debe su nombre a los repobladores castellanos, posiblemente de Padilla de Abajo (Burgos), que en tiempos de la Reconquista vinieron a estas tierras para habitar y proteger la nueva frontera con los musulmanes. Otros pueblos como Laranueva, en su caso repoblada por gentes de Lara de los Infantes (Burgos), son ejemplos del mismo fenómeno. 
Por otro lado, su "apellido", al igual que otros muchos de la zona (véanse Villarejo de Medina o la antigua Rata del Ducado) hace referencia a la antigua pertenencia del lugar al ducado de Medinaceli. Por ello, hasta la reforma territorial del 30 de noviembre de 1833 este pueblo perteneció junto a ellos a la provincia de Soria. 

## Geografía
Padilla, perteneciente a Anguita, se alza sobre un pequeño altozano que domina una amplia vega en la que se cultiva el cereal.

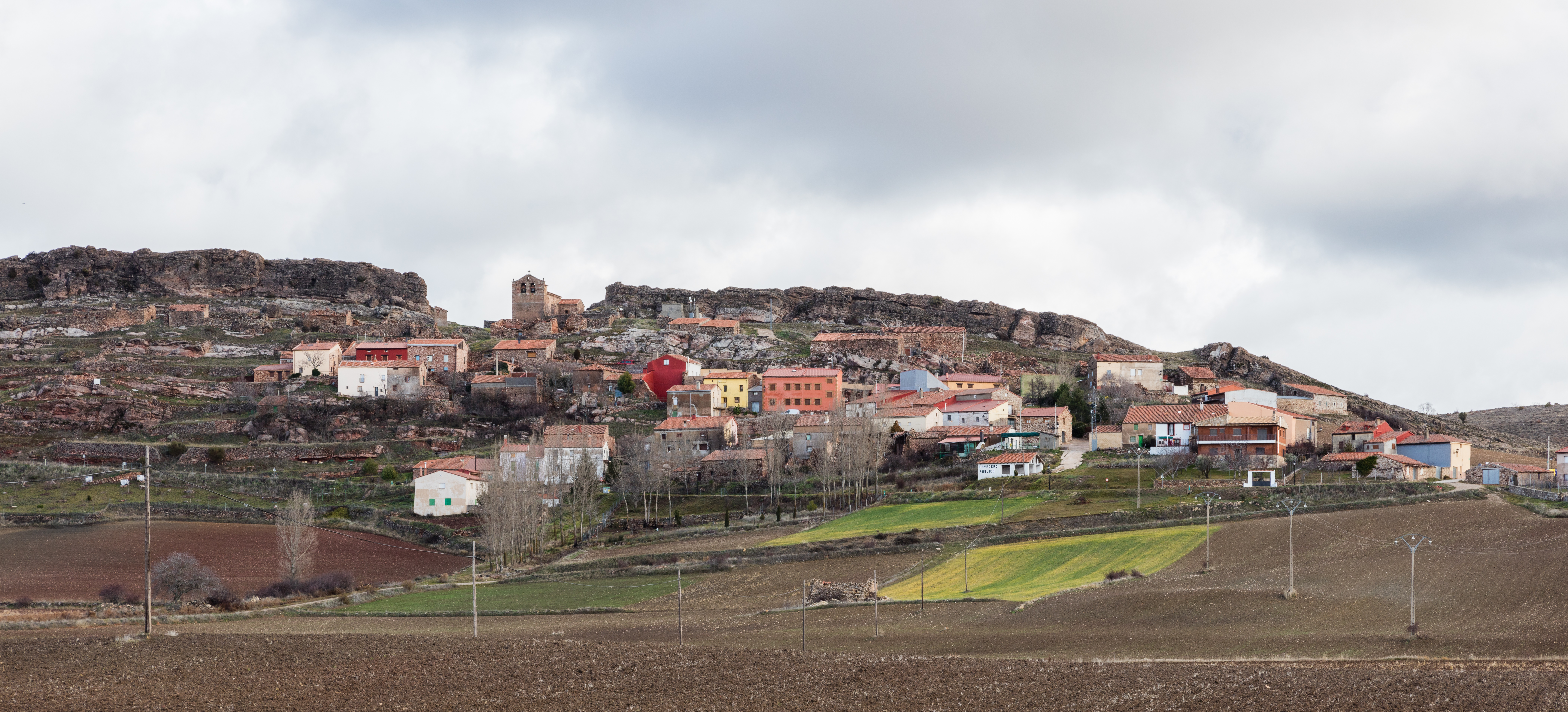
Vista de Padilla del Ducado

Al igual que en los pueblos de su cercanía, en Padilla abunda la vegetación esteparia, junto a importantes poblaciones de carrascal (Q. rotundifolia), robledal (Q. pyrenaica) y algunas sabinas albares (J. thurifera) diseminadas por el término. El pueblo cuenta con pinar, colindante con Iniéstola, objeto de litigio, hasta tiempos recientes, con los duques de Medinaceli. La economía del lugar, además de en el cultivo del cereal y la ganadería, antaño se basaba en la obtención de resina.

## Historia
Hacia mediados del siglo XIX, el lugar, por entonces con ayuntamiento propio, tenía contabilizada una población de 125 habitantes.Aparece descrito en el decimosegundo volumen del Diccionario geográfico-estadístico-histórico de España y sus posesiones de Ultramar de Pascual Madoz de la siguiente manera:

PADILLA DEL DUCADO: l. con ayunt. en la prov. de Guadalajara (14 leg.), part. jud. de Cifuentes (5), aud. terr. de Madrid (24), c. g. de Castilla la Nueva, dióc. de Siguenza (5): sit. en la falda de un cerro que le resguarda de los vientos del N.; su clima sin embargo es frio. Tiene 34 casas, la consistorial, escuela de instruccion primaria frecuentada por 16 alumnos, á cargo de un maestro dotado con 15 fan. de trigo; una igl. parr. (San Miguel Arcángel), servida por un cura y un sacristan: fuera de la pobl. hay una fuente de buenas aguas que surte al vecindario. térm.: confina con los de Hiniestola, Sotodosos, Ortezuela y Villarejo; dentro de él se encuentran varios manantiales y la ermita de Ntra. Sra. de la Cañada. El terreno, quebrado en su mayor parte, es de secano, pedregoso y de poca miga; en todas direcciones se encuentran montes de chaparro y pequeños pinos, hay un prado de pastos naturales. caminos: los que dirigen á los pueblos limítrofes. El correo se recibe y despacha en la cab. del part. prod.: trigo, cebada, avena, garbanzos, almortas, miel, cera, leñas de combustible y pastos, con los que se mantiene ganado lanar, cabrio, mular y asnal; abunda la caza de conejos, liebres, perdices y palomas; tambien se ve algun venado y corzo, lobos, zorras y garduñas. ind.: la agrícola y la recriacion de ganados y colmenas. comercio: esportacion del sobrante de frutos, é importacion de los artículos que faltan. pobl.: 28 vec., 125 almas. cap. prod.: 651,667 rs. imp.: 39,100. contr.. 1,837.
(Madoz, 1849, p. 507)

El municipìo de Padilla del Ducado desapareció en 1971, al ser incorporado al de Anguita.

## Demografía
| Gráfica de evolución demográfica de Padilla del Ducado entre 1842 y 1970 |
| |
| Población de derecho según los censos de población del INE Población de hecho según los censos de población del INEEntre el censo de 1981 y el anterior, este municipio desaparece porque se integra en el municipio Anguita |

## Patrimonio
La ermita de la Virgen de la Cañada se encuentra a unos dos kilómetros del pueblo, aproximadamente, sobre una pequeña colina, justo al entrar en los pinares del antiguo Ducado. Su nombre se debe al paso de uno de los ramales de la Cañada Soriana por aquel lugar. La construcción es sencilla, con una única nave. Dentro se venera una talla románica de la Virgen de la Cañada. La romería, por la que se bendicen los campos, tiene lugar el último domingo de junio.